# Волнатпорт (Пенсільванія)
Волнатпорт (англ. Walnutport) — місто (англ. borough) в США, в окрузі Нортгемптон штату Пенсільванія. Населення — 2067 осіб (2020).

## Географія
Волнатпорт розташований за координатами 40°45′5″ пн. ш. 75°35′44″ зх. д. / 40.75139° пн. ш. 75.59556° зх. д. (40.751388, -75.595583).  За даними Бюро перепису населення США в 2010 році місто мало площу 2,07 км², з яких 1,87 км² — суходіл та 0,21 км² — водойми.

## Демографія
Згідно з переписом 2010 року, у селищі мешкало 2070 осіб у 805 домогосподарствах у складі 574 родин. Густота населення становила 998 осіб/км².  Було 888 помешкань (428/км²).
Расовий склад населення:
| - 94,8 % — білих - 0,9 % — чорних або афроамериканців - 0,8 % — азіатів - 0,4 % — корінних американців - 1,6 % — осіб інших рас |

До двох чи більше рас належало 1,4 %. Частка іспаномовних становила 3,3 % від усіх жителів.
За віковим діапазоном населення розподілялося таким чином: 19,9 % — особи молодші 18 років, 62,6 % — особи у віці 18—64 років, 17,5 % — особи у віці 65 років та старші. Медіана віку мешканця становила 41,8 року. На 100 осіб жіночої статі у селищі припадало 92,7 чоловіків;  на 100 жінок у віці від 18 років та старших — 92,9 чоловіків також старших 18 років.
Середній дохід на одне домашнє господарство  становив 70 173 долари США (медіана — 62 091), а середній дохід на одну сім'ю — 78 376 доларів (медіана — 68 643). Медіана доходів становила 47 500 доларів для чоловіків та 33 750 доларів для жінок. За межею бідності перебувало 7,5 % осіб, у тому числі 15,0 % дітей у віці до 18 років та 1,6 % осіб у віці 65 років та старших.
Цивільне працевлаштоване населення становило 1167 осіб. Основні галузі зайнятості: освіта, охорона здоров'я та соціальна допомога — 23,9 %, виробництво — 16,9 %, роздрібна торгівля — 11,3 %, науковці, спеціалісти, менеджери — 8,2 %.